# Хосе Луїс Гонсалес Гонсалес
Хосе Луїс Гонсалес Гонсалес (Понферрада, Леон, Кастилія і Леон; 6 вересня 1974) —  колишній футбольний арбітр, що судив матчі найвищої іспанської ліги. Член Комітету арбітрів Кастилії і Леону.

## Кар'єра
У сезоні 2003-2004 дебютував у Другому дивізіоні і залишався в ньому 6 сезонів поспіль, відсудивши 127 ігор. У сезоні 2008-2009 він судив матч другого дивізіону між «Реал Сосьєдад» та «Ейбаром», у якому тяжкої травми, а саме  перелому великогомілкової та малогомілкової кісток правої ноги, зазнав гравець «Реал Сосьєдад» Іньїго Діас де Серіо. В додатковий час Гонсалес Гонсалес призупинив гру, коли кинута з трибуни пляшка влучила в тренера «Реал Сосьєдад» Хуана Мануеля Лільйо.
До рівня Ла-Ліги підвищився в сезоні сезоні 2009—2010 разом з Хав'єром Естрадою Фернандесом. Дебютною для нього стала гра «Реал Сарагоса» проти «Тенерифе» (1-0), що відбулася 29 серпня 2009 року.
Судив перший матч Суперкубка Іспанії 2015 між командами «Атлетік» та «Барселона» (4-0).
Обслуговував  другий півфінал Суперкубка Іспанії 2019 між «Барселоною» та мадридським «Атлетіко» (2-3).
Кар'єру арбітра завершив у сезоні сезоні 2019—2020. 19 липня 2020 року відсудив свій останній матч Ла-Ліги між «Севільєю» та «Валенсією» (1-0). 

## Ліги
| Ліга               | Країна  | Рік         | Матчі |
| ------------------ | ------- | ----------- | ----- |
| Терсера Дивізіон   | Іспанія | 1996 - 2000 |       |
| Сегунда Дивізіон Б | Іспанія | 2000 - 2003 | 39    |
| Сегунда Дивізіон   | Іспанія | 2003 - 2009 | 127   |
| Ла-Ліга            | Іспанія | 2009 - 2020 | 219   |

## Нагороди
- Трофей Гурусети[es] (1): 2006
- Золотий свисток другого дивізіону[es] (1): 2008
- Трофей Вісенте Асебедо[es] (2): 2009 та 2015 роки